# Hemimycena candida
Hemimycena candida es una especie de hongos basidiomicetos de la familia Mycenaceae, del orden  Agaricales.

## Sinónimos
- Delicatula candida (Kühner & Romagn, 1953)
- Helotium candidum (Redhead, 1982)
- Mycena candida (Kühner, 1938)
- Omphalia candida (Bres. 1900)